# Wasserturm Nord (Halle)

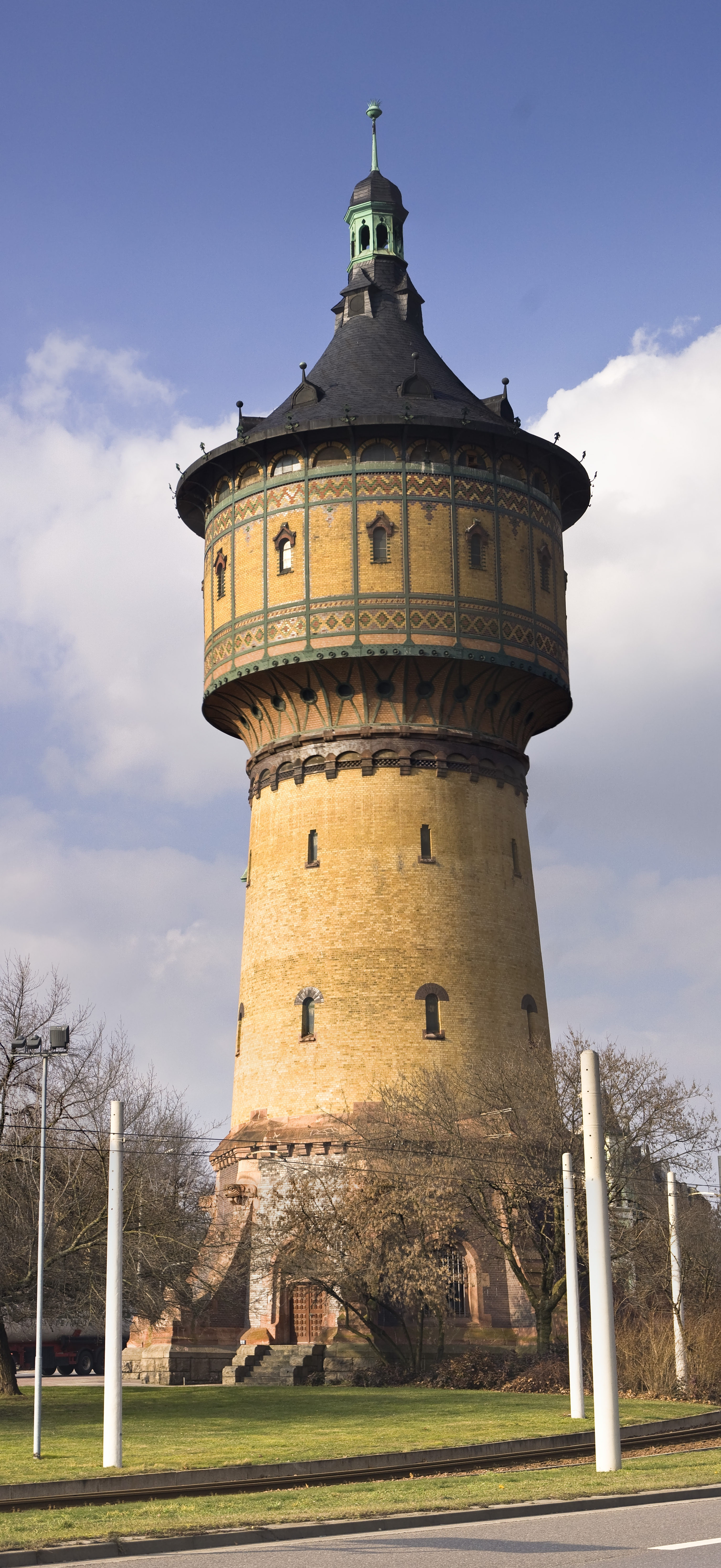
Wasserturm Nord in Halle (Saale)

Der Wasserturm Nord ist ein 54 Meter hoher Wasserturm in der Stadt Halle (Saale) in Sachsen-Anhalt.

## Architektur
Der markante, das Stadtbild der Stadt mitprägende Wasserturm entstand in den Jahren 1897 bis 1899 unter Stadtbaurat Ewald Genzmer nach einem Entwurf des Stadtbauinspektors Heinrich Walbe im Zuge einer Stadterweiterung nach Norden.
Der aus rotem Werkstein und gelben Klinkern errichtete Turm ist architektonisch aufwändig gestaltet und verziert. Der Schaft des runden Turms verjüngt sich nach oben und wird von einem ausladenden Turmobergeschoss bekrönt. Der in Eisenfachwerk ausgeführte Turmkopf ist mit Schiefer gedeckt und wird seinerseits von einer Laterne gekrönt. Die sandsteinernen Meeresungeheuer am Fuß des Bauwerks stammen von den Bildhauern Fr. Guth und Fr. Mänicke.
Der Hochbehälter hatte ein Fassungsvermögen von 1500 m³ und wurde nach einem Prinzip von Otto Intze konstruiert (Intze-2-Behälter). Der Behälter hat einen Durchmesser von 13 m und ist 11 m hoch. Erst nach der Inbetriebnahme des Fernwassernetzes zwischen dem Ostharz und der Elbaue 1965 wurde der Turm funktionslos. 1992 bis 1999 wurde das unter Denkmalschutz stehende Bauwerk saniert. Es ist in Nutzung als Hauptsitz des Vereins zur Erhaltung der Wassertürme in Halle.
Er ist neben dem Wasserturm Süd und dem Wasserturm am Hauptbahnhof eines der markantesten technischen Bauwerke der Stadt.